# Scrobigera hesperioides
Scrobigera hesperioides là một loài bướm đêm trong họ Noctuidae.